# Mordellistena confusa
Mordellistena confusa là một loài bọ cánh cứng trong họ Mordellidae. Loài này được Blatchley miêu tả khoa học năm 1910.